# ورخنئورالسک
شهر ورخنئورالسک (به روسی: Верхнеуральск) در کشور روسیه و در اوبلاست چلیابینسک واقع شده‌است.